# Japanagromyza nigrihalterata
Japanagromyza nigrihalterata är en tvåvingeart som beskrevs av Spencer 1959. Japanagromyza nigrihalterata ingår i släktet Japanagromyza och familjen minerarflugor. Inga underarter finns listade i Catalogue of Life.